# Аджуд
Аджуд (рум. Adjud) — місто у повіті Вранча в Румунії, що має статус муніципію. Адміністративно місту підпорядковані такі села (дані про населення за 2002 рік):
- Аджуду-Векі (1577 осіб)
- Бурчоая (518 осіб)
- Шишкань (819 осіб)

Місто розташоване на відстані 203 км на північний схід від Бухареста, 44 км на північ від Фокшан, 121 км на південь від Ясс, 99 км на північний захід від Галаца, 131 км на північний схід від Брашова.

## Населення
За даними перепису населення 2002 року у місті проживали 17 585 осіб.
Національний склад населення міста:
| Національність | Кількість осіб | Відсоток |
| -------------- | -------------- | -------- |
| румуни         | 17073          | 97,1 %   |
| цигани         | 499            | 2,8 %    |
| угорці         | 7              | < 0,1 %  |
| чанго          | 4              | < 0,1 %  |
| німці          | 1              | < 0,1 %  |

Рідною мовою назвали:
| Мова      | Кількість осіб | Відсоток |
| --------- | -------------- | -------- |
| румунська | 17462          | 99,3 %   |
| циганська | 120            | 0,7 %    |
| угорська  | 2              | < 0,1 %  |
| німецька  | 1              | < 0,1 %  |

Склад населення міста за віросповіданням:
| Релігія                             | Кількість осіб | Відсоток |
| ----------------------------------- | -------------- | -------- |
| православні                         | 16692          | 94,9 %   |
| римо-католики                       | 408            | 2,3 %    |
| п'ятдесятники                       | 234            | 1,3 %    |
| старообрядці                        | 103            | 0,6 %    |
| бретрени                            | 35             | 0,2 %    |
| лютерани                            | 22             | 0,1 %    |
| адвентисти                          | 14             | 0,1 %    |
| баптисти                            | 13             | 0,1 %    |
| лютерани (Аугсбурзького сповідання) | 3              | < 0,1 %  |
| реформати                           | 2              | < 0,1 %  |
| греко-католики                      | 1              | < 0,1 %  |
| атеїсти                             | 1              | < 0,1 %  |

## Відомі люди
Тут народилася оперна співачка Анджела Георгіу.